# Venlo
Venlo  è una municipalità dei Paesi Bassi di 100 328 abitanti situata nella provincia del Limburgo.
Dal 1º gennaio 2003 i comuni di Tegelen e di Belfeld si sono uniti a quello di Venlo, secoli fa Tegelen faceva parte del ducato di Jülich a differenza di Venlo che era parte del Ducato di Gheldria.

## Storia

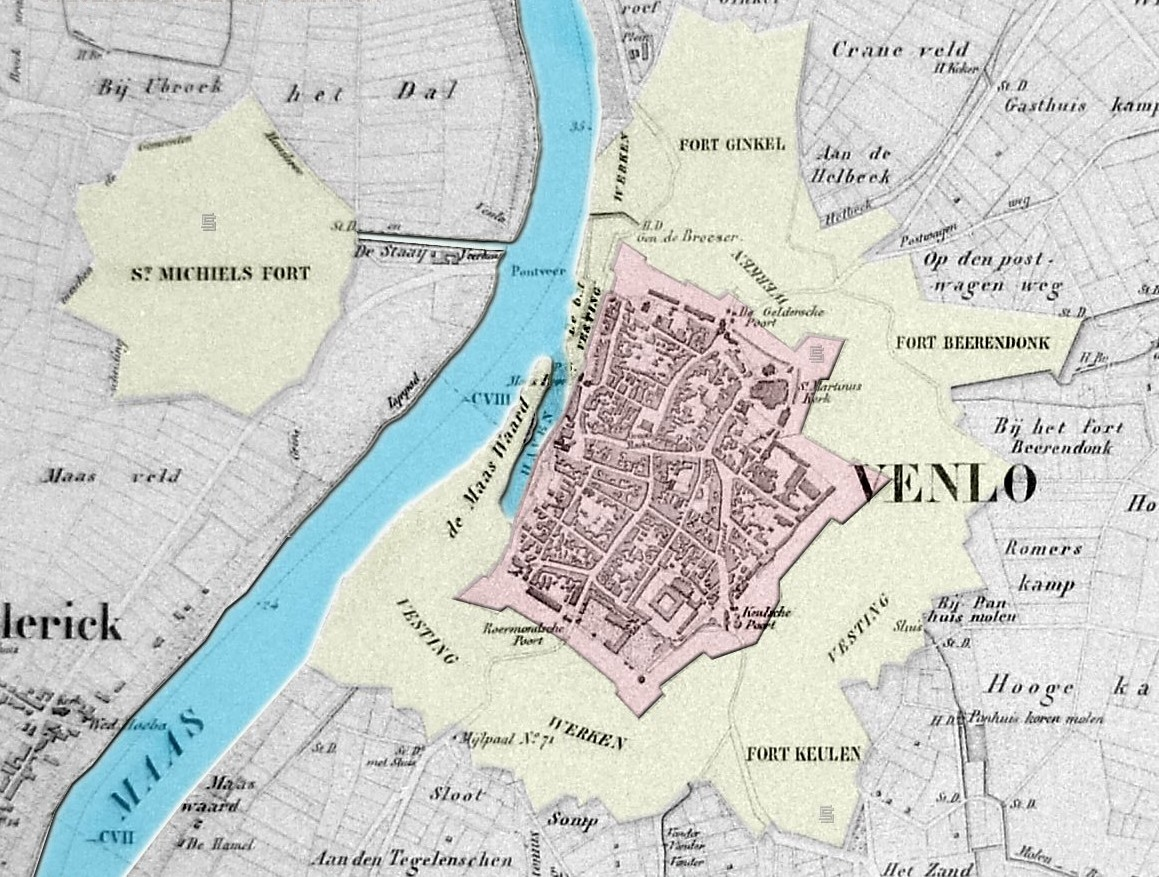
Mappa del 1850 circa

La storia di Venlo ha origine al tempo dei Romani. In seguito diventò un importante punto commerciale su fiume Mosa e fu membro della lega Anseatica. Ricevette i diritti cittadini dei Paesi Bassi nel 1343.
In seguito alla pace di Vestfalia (1648), il Granducato di Venlo divenne possedimento spagnolo e tale rimase sino agli inizi del secolo XVIII, quando il territorio granducale venne spartito fra Austria, Prussia e Province Unite.
A causa della sua importanza strategica la città di Venlo fu assediata diverse volte. L'assedio più importante fu quello del 1702 portato avanti da Menno van Coehoorn, a causa di ciò Venlo fu incorporata con il Generaliteitslanden delle Province Unite e poi divenne parte del Regno dei Paesi Bassi.
Fra il 1794 ed il 1814, la città appartenne alla Francia, in seguito al Congresso di Vienna tornò a far parte del Regno dei Paesi Bassi. Nel 1830 Venlo divenne parte del neonato stato belga, e tale rimase sino al 1839, anno della scissione della provincia del Limburgo in una parte belga ed in una olandese; tale atto segnò il passaggio definitivo della città ai Paesi Bassi.
Nel 1867 le mura cittadine furono distrutte, permettendo quindi a Venlo una nuova espansione.

### Seconda guerra mondiale
Il 9 novembre 1939 due agenti dei servizi segreti britannici furono arrestati dal Sicherheitsdienst in quello che venne conosciuto come l'incidente di Venlo. L'incidente fu usato dai nazisti per collegare il Regno Unito al tentato assassinio di Hitler da parte di Georg Elser al Burgerbraukeller avvenuto due giorni prima e a giustificare così la successiva violazione della neutralità dei Paesi Bassi il 10 maggio 1940.
Poiché Venlo aveva sia un ponte stradale, sia uno ferroviario sulla Mosa, fu bombardata diverse volte tra il 13 ottobre e il 19 novembre 1944 con l'intenzione di distruggere questi ponti.
Le forze alleate tentarono tredici volte di distruggere i ponti, che furono fatti esplodere dalle truppe tedesche durante la loro ritirata. Circa 300 persone furono uccise durante i bombardamenti e molti degli edifici storici vennero distrutti, tuttavia alcune costruzioni medievali come il comune (la Stadhuis) e la casa Römer sopravvissero alla guerra.
L'armata americana entrò in città il 1º marzo del 1945.

## Cultura

### Monumenti e luoghi d'interesse
- Basilica di San Martino
- Teatro "De Maaspoort"
- Limburgs Museum
- Museum Van Bommel - Van Dam

### Eventi
- Il carnevale di Venlo, chiamato Vastelaovend
- Il Zomerparkfeest un festival che si svolge nel parco principale di Venlo ad agosto, dura quattro giorni e include musica dal vivo, film, balli e arte.

Nel 2003 Venlo è stata premiata come "città più verde d'Europa", nel 2012 ha ospitato la manifestazione Floriade.

## Sport
Il VVV-Venlo è il club calcistico di Venlo fondato nel 1903 che gioca nello stadio De Koel. Attualmente milita nell’Eredivisie, la massima serie del calcio olandese.

## Amministrazione

### Gemellaggi
Tutte le città con cui è gemellata Venlo sono vicine alla frontiera.
- Krefeld
- Klagenfurt
- Gorizia

## Coffee Shop
Dalla fine degli anni novanta nel centro di Venlo si ebbero dei problemi relativi alla droga. Gli ufficiali cittadini insieme a L'Aia lanciarono il Q-4 Project che tra l'altro includeva il trasferimento del più grande Coffee-shop alla periferia della città.